# Pinnacle Systems
Pinnacle Systems se fundó en el año 1986 en Mountain View, California. Actualmente, la compañía cuenta con alrededor de 10 millones de usuarios registrados, abarcando toda su gama de productos, entre los que se encuentran Pinnacle PCTV, Dazzle, Pinnacle ShowCenter, Pinnacle Studio MediaSuite, Pinnacle Mobile Media y su gama estrella Studio. 
En agosto de 2005, Pinnacle Systems fue adquirida por Avid Technology, compañía especializada en soluciones de creación, gestión y distribución de contenidos digitales para las industrias del cine, vídeo, audio, animación, videojuegos y difusión de medios. Avid vendió los productos Pinnacle a Corel Corporation en julio de 2012.

## Productos
- Pinnacle Studio
- Dazzle
- VideoSpin (Windows)
- Groovy Music City
- Mobile Media Converter
- Instant DVD Recorder
- Video Capture for Mac
- Avid Liquid

Productos gráficos que actualmente se encuentran bajo la línea Avid:
- Deko character generators
- MediaStream servers
- Lightning still stores
- Thunder video servers